# Mimi (football)
Pour les articles homonymes, voir Mimi.
Tamires Santos de Souza, née le 20 novembre 1991 à São Paulo, connue sous le nom de Mimi, est une footballeuse brésilienne jouant au poste de défenseure à l'ASJ Soyaux en France. Elle est notamment triple vainqueur de la Copa Libertadores.

## Carrière
Mimi commence à jouer dans une école de futsal à l'âge de 12 ans. Sa carrière de footballeuse débute en 2008, au Centro Olímpico (en), à São Paulo. Elle joue pour le XV de Piracicaba (en) de 2011 à 2013. L'année suivante, elle joue avec Kindermann, avant de rejoindre en 2015 Ferroviária avec sa coéquipière Cacau. En 2016, elle rejoint Audax. Quelques mois après, Corinthians et Audax s'associent pour créer une équipe féminine unique. 
Fin 2020, elle quitte les Corinthians, et signe en mars 2021 à l'ASJ Soyaux en France.

## Palmarès
Ferroviária
- Copa Libertadores : 2015

Corinthians/Audax
- Coupe du Brésil : 2016
- Copa Libertadores : 2017

Corinthians
- Championnat brésilien : 2018, 2020
- Copa Libertadores : 2019
- Championnat Paulista : 2019, 2020